# بيتر سفينسون
بيتر سفينسون (28 ديسمبر 1983 - ) (بالدنماركية: Peter Svensson)‏ هو لاعب كرة يد دانمركي. لعب مع GOG Svendborg ‏.